# Haysville (Pennsylvania)
Haysville  è un borough degli Stati Uniti d'America, nella contea di Allegheny nello Stato della Pennsylvania. Secondo il censimento del 2010 la popolazione è di 70 abitanti.

## Società

### Evoluzione demografica
La composizione etnica vede una prevalenza della razza bianca ( 94,3%) seguita da quella ispanica (2,9%) e quella asiatica (1,4%), dati del 2010.